# Stephan Helm
Stephan Helm (* 10. April 1983) spielte über ein Jahrzehnt zumeist im Mittelfeld Fußball für österreichische Mannschaften. 2010 wurde er Trainer, seit 2024 trainiert er die Wiener Austria.

## Karriere

### Als Spieler
Helm begann seine Karriere beim UFC Pamhagen, bei dem er auch in der Kampfmannschaft spielen sollte. Zur Saison 2004/05 wechselte er zum FC Mönchhof, bei dem er zwei Spielzeiten lang unter Vertrag stand. Zur Saison 2006/07 schloss er sich dem viertklassigen UFC Purbach an. Zur Saison 2007/08 wechselte er zu den drittklassigen Amateuren des Bundesligisten SV Mattersburg. In der Saison 2008/09 absolvierte er 26 Partien für Mattersburg II in der Regionalliga Ost. Zur Saison 2009/10 wechselte er innerhalb der Ostliga zum SC-ESV Parndorf 1919. In zwei Spielzeiten in Parndorf kam er zu 35 Regionalligaeinsätzen, zudem spielte er zehnmal für die Zweitmannschaft der Parndorfer in der viertklassigen Burgenlandliga.
Zur Saison 2011/12 kehrte Helm zum nunmehr nur noch fünftklassigen Purbach zurück. Mit Purbach stieg er am Ende der Saison 2011/12 wieder in die Burgenlandliga auf. In zwei Spielzeiten in Purbach kam der Mittelfeldspieler zu 54 Ligaeinsätzen, in denen ihm sechs Treffer gelangen. Zur Saison 2013/14 wechselte er wieder in die Ostliga, diesmal zum niederösterreichischen Vertreter 1. SC Sollenau. In Sollenau kam er in zwei Spielzeiten zu 50 Regionalligaeinsätzen. Zur Saison 2015/16 wechselte er wieder zurück ins Burgenland zum Ligakonkurrenten SC Neusiedl am See. Für die Neusiedler machte er 14 Regionalligapartien. Im Jänner 2016 kehrte er zum sechstklassigen UFC Pamhagen zurück, bei dem er einst seine Karriere begonnen hatte. In der Winterpause 2017/18 beendete er nach 39 Einsätzen für Pamhagen seine Karriere als Aktiver.

### Als Trainer
Neben seiner Tätigkeit in Parndorf wurde Helm im Mai 2010 Trainer des UFC Pamhagen. Diesen Posten hatte er bis November 2010 inne. Im Jänner 2016 übernahm er Pamhagen ein zweites Mal als Trainer, nebenbei spielte er diesmal auch als Aktiver für den Verein. Im Jänner 2018 wechselte zum Bundesligisten FK Austria Wien, bei dem er zunächst unter Thorsten Fink, später unter dessen Nachfolger Thomas Letsch, als Videoanalyst fungierte. Zur Saison 2018/19 wurde er, wieder als Videoanalyst, von Fink in die Schweiz zum Grasshopper Club Zürich geholt. Ab der Saison 2019/20 wurde er zusätzlich Trainer der viertklassigen U-21-Mannschaft der Zürcher.
Zur Saison 2020/21 kehrte er nach Österreich zurück und wurde beim LASK Co-Trainer für den Bereich Offensive von Dominik Thalhammer. Zur Saison 2021/22 übernahm er als Cheftrainer den Zweitligisten SKN St. Pölten. Die Saison 2021/22 beendete er mit dem Team auf dem achten Rang. In der Saison 2022/23 belegte der SKN den dritten Platz. Im Oktober 2023 trennte sich der Verein von Helm, nachdem man nach elf Runden nach fünf sieglosen Partien in Folge den siebten Platz belegte.
Nach wenigen Monaten Pause übernahm Helm im Februar 2024 mit die drittklassigen Amateure von Austria Wien. Unter seiner Führung holte das Team in den restlichen 14 Saisonspielen zwölf Punkte und beendete die Saison als Achter. Zur Saison 2024/25 wurde er als Nachfolger von Michael Wimmer Cheftrainer der Bundesligaprofis der Austria.